# Isidore de Lara
Isidore Cohen, dit Isidore de Lara, est un pianiste et compositeur de chansons et d'opéras britannique, né à Londres le 9 août 1858 et mort à Paris le 2 septembre 1935.

## Biographie
Élevé à Boulogne-sur-Mer, il se produisit pour la première fois comme pianiste à l'âge de 13 ans. À 15 ans, il fut envoyé étudier la musique (chant et composition musicale) au conservatoire de Milan. Il y passe trois ans et obtint le premier prix de composition. Il poursuivit ses études musicales à Paris auprès d'Édouard Lalo.
Revenu en Angleterre, il devint professeur à la Guildhall School of Music et commença par composer avec succès des chansons et de petites pièces pour piano. En 1882, il composa Only a Song, puis un opéra-comique, The Royal Word, une pièce chorale (Song of Orval) et un recueil de mélodies (To the Palms) sur des paroles de Lord Lytton. Ses premiers opéras furent créés à Londres à Covent Garden. Mais la plupart de ses ouvrages – dont le plus célèbre, Messaline, inspira une peinture d'Henri de Toulouse-Lautrec – furent créés à Monte-Carlo.
C'est là qu'il fit la connaissance de la princesse Alice de Monaco, dont il devait devenir l'ami intime. Selon Anne Edwards, « Lara mesurait moins de 1,52 m, il était bossu, avec des bras et des épaules excessivement développés pour sa taille, mais il avait un visage d'une beauté frappante, de grands yeux sombres pleins de feu, un fort nez Romain et une complexion robuste et colorée. Son succès lui donnait un air de grande confiance en lui et il était plein de charme. » La princesse lui fit obtenir un contrat de six ans avec l'Opéra de Monte-Carlo.
Il est inhumé au cimetière du Père-Lachaise (division 97).

## Œuvres
- The Light of Asia, 1892, Covent Garden
- Amy Robsart, 1893, Covent Garden
- Moïna, 1897, Monte Carlo
- Messaline, 1899, Monte Carlo
- Sanga 1906, drame lyrique en trois actes de Eugène Morand (1854-1930) et Paul de Choudens (1850-1925), créé à Nice en 1906, puis à l'Opéra-Comique le 9 décembre 1908
- Soléa, 1907
- Les Trois Masques 1908
- Naïl, 1912, Paris
- 1914 : Don Juan, fantaisie poétique et musicale en 2 tableaux, Théâtre Femina, 9 juin
- Les Trois Mousquetaires, 1920